# 山下清貴
山下 清貴（やました きよたか、1971年5月18日 - ）は、NHKの元アナウンサー。

## 人物
岡山県倉敷市出身。岡山県立倉敷青陵高等学校を経て、立命館大学法学部を卒業後、1994年に入局。
趣味は洗濯、パチンコ、温泉
2010年以降デスク及びアナウンス統括を務めることが多くなっている。

## 現在の担当業務
- 編成センター業務

## 過去の出演番組
和歌山放送局時代
- 和歌山県のニュース・中継・リポート
- イブニングネットワークわかやま

鳥取放送局時代
- 鳥取県のニュース
- とっとりまるごと600

大阪放送局時代
- 関西クローズアップ（2004年4月 - 2006年3月）
- 関西845
- 関西のニュース
- かんさいニュース一番

東京アナウンス室時代（初期）
- NHKニュースおはよう日本（リポーター）
- ラジオニュース

長崎放送局時代
- 長崎県のニュース
- 放送部副部長（アナウンス統括）
- 長崎局制作番組の編集責任者

東京アナウンス室時代（2度目）
- 首都圏・BS担当デスク
- BSニュース

高知放送局時代
- 高知県のニュース
- こうちいちばん（編集責任者）
- 放送部副部長（アナウンス統括）
- 高知局制作番組の編集責任者

福岡放送局時代
- アナウンス専任部長
- アナウンス統括
- 管理業務主体
- 九州沖縄で働くアナウンサーのサポート業務
- 福岡局制作番組の編集責任者
- 福岡県・九州沖縄のニュース